# A1高速公路 (瑞士)
A1高速公路（德語：Autobahn 1），是瑞士一條高速公路，東北起接壤奧地利邊境的聖馬格雷滕，斜貫全境，經過洛桑、蘇黎世、首都伯恩等主要城市，西至日內瓦，並經A41高速公路進入法國。全長410公里。
公路1964年首段通車，但直到2001年才全線通車。公路另有多条支線A1a、A1h、A1l以及A1.1，其中A1a支线实际有三条，分别位于日内瓦州、日内瓦市区及洛桑州。全线（包括支线在内）分别是歐洲E23、E25、E27、E35、E41、E60和E62公路的一部份。